# 代州直隸州
代州直隸州，清代設置的直隸州。

代州在山西省的位置（1820年）

评价，衝，繁，難。山西省雁平道駐。明代，代州為太原府屬州。雍正二年（1724年），升代州为直隶州，領縣三：五臺縣、崞縣、繁峙縣。辛亥革命后，全国废府州厅改县，改为代县。